# American Humane
A American Humane Association (AHA) ou apenas American Humane (AH) é uma organização fundada em 1877 nos Estados Unidos, comprometida em garantir a segurança e o bem-estar animal. Os programas liderados pela American Humane foram os pioneiros a servir, promover e fomentar os laços entre animais e seres humanos. Anteriormente chamada de International Humane Association, mudou seu nome em 1878. Em 1940, tornou-se o único órgão de monitoramento para o tratamento humano de animais nos sets de filmes de Hollywood e outras produções de radiodifusão. A American Humane é mais conhecida por sua certificação de marca registrada "No Animals Were Harmed" ("Nenhum animal foi ferido"), que aparece no final dos créditos de filmes ou programas de televisão nos quais os animais são apresentados. Também administra os Red Star Animal Emergency Services desde 1916. Em 2000, a organização criou o programa Farm Animal Services, um sistema de rótulos de bem-estar animal para produtos alimentícios. A AH encontra-se atualmente sediada em Washington, D.C., sendo uma organização sem fins lucrativos da seção 501(c)(3).

## Fundação e primeiros anos
A American Humane surgiu em 9 de outubro de 1877, como "The International Humane Association", com a fusão de 27 organizações de todos os Estados Unidos após uma reunião em Cleveland, Ohio. O convite para os outros grupos veio da Illinois Humane Society e foi enviado em 15 de setembro de 1877, para discutir o problema específico de maus-tratos a animais de fazenda durante o transporte entre o leste e o oeste do país. Entre os grupos presentes na reunião estavam associações dos estados de Nova York, Illinois, Ohio, Pensilvânia, Michigan, Maryland, Connecticut e New Hampshire. Um grupo de Minnesota também se comprometeu a apoiar os próximos resultados da conferência, embora não pudesse comparecer, e um grupo da província canadense de Quebec solicitou receber um processo de transcrição posteriormente.
A Internantional Humane Association mudou seu nome para "American Humane Association" em novembro de 1878. Novas organizações membros, provenientes da Califórnia, Massachusetts, Maine, Delaware e Distrito de Columbia, estiveram presentes em sua segunda reunião geral anual, realizada em Baltimore, Maryland. As regiões canadenses também foram incluídas na associação.
Em 1916, a American Humane fundou o Red Star Rescue Relief, programa de resgate a animais em casos de desastre ou crueldade, depois que que o Secretário da Guerra dos EUA pediu à organização para resgatar cavalos feridos nos campos de batalha da Primeira Guerra Mundial. Em 1954, houve tensões entre os membros da associação, que foi dividida em dois grupos, resultando na fundação de uma nova instituição, a National Humane Society, mais tarde denominada The Humane Society of the United States, como alternativa à American Humane.

## Trabalho na indústria cinematográfica

### Cinema e televisão

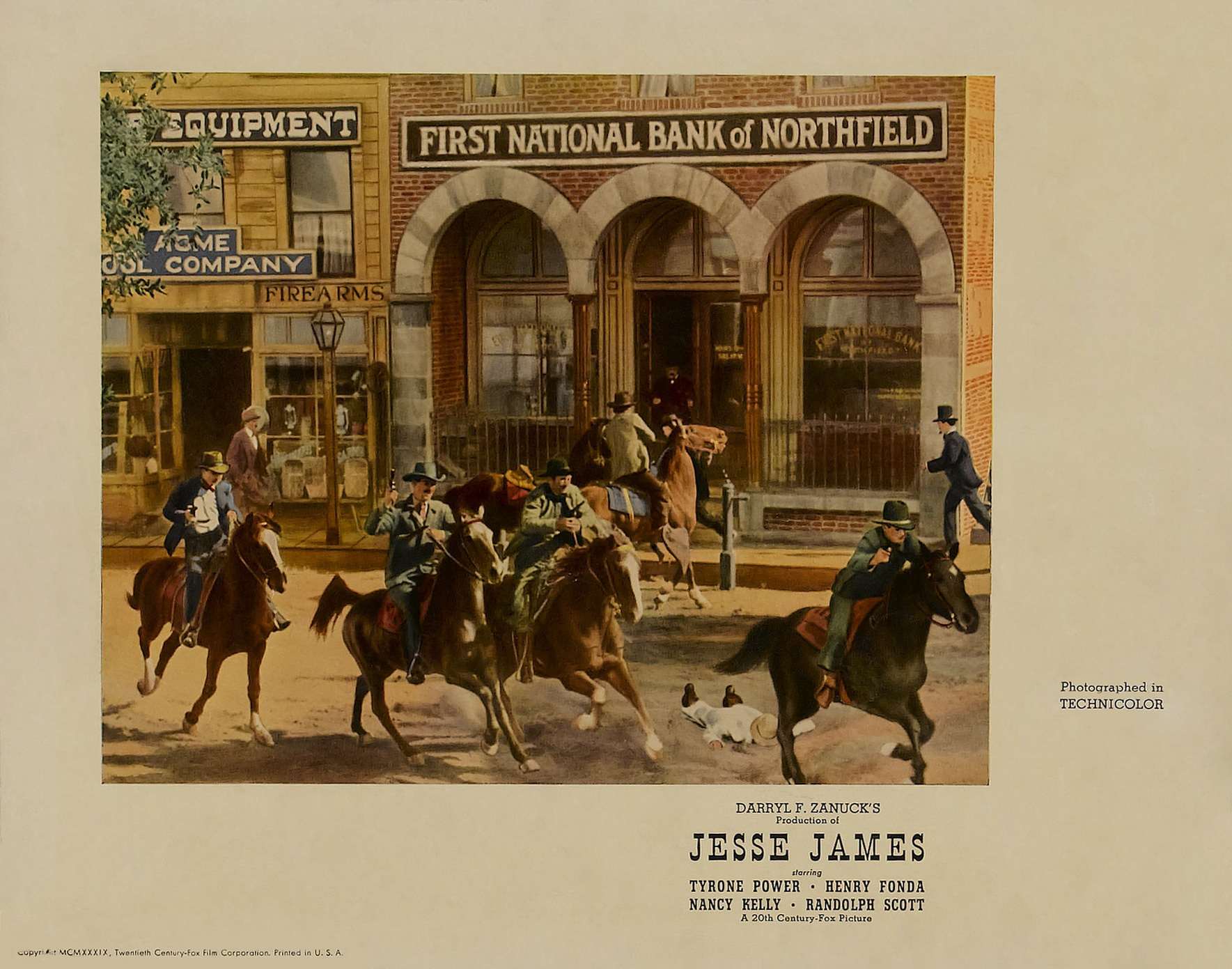
A morte de um cavalo durante as filmagens de Jesse James (1939), desencadeou o início das atividades da American Humane na indústria cinematográfica. Na imagem, um dos pôsteres originais do filme.

A American Humane começou seu trabalho no cinema em 1940, após um incidente ocorrido durante as filmagens do longa-metragem Jesse James. A organização começou a protestar contra o lançamento do filme por causa de uma cena na qual um cavalo foi forçado a pular da beira de um penhasco. O animal caiu de uma altura de, aproximadamente, 21 metros e quebrou a coluna, tendo que ser sacrificado posteriormente. Entre 1966 e 1980, o acesso da organização a alguns sets foi negado após o desmantelamento do Código Hays, período durante o qual a jurisdição da associação foi diminuída.
A organização passou a monitorar o uso de animais durante gravações de filmes por meio de um contrato com o Screen Actors Guild (SAG), sindicato sem jurisdição sobre produções não americanas e não sindicais. Em 1972, o selo "No Animals Were Harmed" apareceu pela primeira vez em tela nos créditos finais do filme The Doberman Gang. Em 1980, após o lançamento de Heaven's Gate, cuja estreia foi marcada por um esforço nacional de piquetes e protestos após reclamações sobre tratamento desumano a animais durante as filmagens — incluindo a morte de cinco cavalos — o SAG negociou a presença da American Humane em todos os sets como parte de seu acordo sindical, obrigando os cineastas a entrar em contato com a AH antes de qualquer animal estar presente nos locais de filmagem.
Hoje, a Unidade de Cinema e Televisão da American Humane supervisiona especificamente os animais usados durante as produções de mídia e é sancionada pelo SAG para supervisionar o tratamento compassivo da produção para com os animais. É a única organização com jurisdição a fazê-lo nos Estados Unidos. Por esse motivo, a AH pode optar por emitir ou não o aviso de isenção "No Animals Were Harmed" nos créditos finais com a imagem de um diafilme que mostra um cachorro, um cavalo e um elefante. Também informa sobre a segurança dos animais durante as filmagens, se surgiram preocupações públicas ou se ocorreram acidentes com eles no set. A associação protege os animais nos locais de filmagem, bem como os integrantes do elenco/equipe de produção que interagem com eles. Os membros da organização procuram assegurar que orçamentos e restrições de tempo não comprometam a segurança ou o cuidado dos animais.

### Diretrizes
O padrão de cuidados com os animais da American Humane é descrito no Guia de Uso Seguro de Animais em Mídia Visual (Guidelines for the Safe Use of Animals in Filmed Media), estabelecidas em 1988. Abrange animais de grande porte, além de peixes, insetos, pássaros, répteis e qualquer outra criatura viva. No set, os representantes certificados de segurança animal da American Humane tentam garantir que as diretrizes sejam respeitadas. A supervisão da AH inclui filmes, programas de televisão, comerciais, videoclipes e produções para a internet.

### Críticas
No final da década de 1980, a organização foi acusada por Bob Barker e pelo United Activists for Animal Rights de ser conivente com a crueldade contra animais na produção de Project X (1987) e em vários outras produções de mídia. A base da acusação foi a permissão ao uso de um bastão de choque para gado, de uma arma e do suposto espancamento de um chimpanzé durante as filmagens. A American Humane respondeu movendo uma ação de 10 milhões de dólares contra Barker por calúnia, difamação e invasão de privacidade. A associação alegou que as acusações seriam decorrentes de um plano de "vingança" contra o grupo. Numa série de anúncios públicos, juntamente com processo por difamação, a AH afirmou que as alegações foram feitas com base em informações insuficientes e enganosas. O processo acabou por ser resolvido pela companhia de seguros de Barker, que pagou 300 mil dólares à AH.
Em 2001, o Los Angeles Times relatou que a Unidade Cinematográfica da American Humane "demorava a criticar casos de maus-tratos a animais, mas rapidamente defendia os estúdios de grande orçamento que deveria policiar" e que uma investigação mais aprofundada também levantava questões sobre a eficácia da associação". O artigo cita numerosos casos de animais feridos durante as filmagens que teriam sido ignorados pela American Humane.
No final de 2013, o Hollywood Reporter publicou uma matéria que implicava que a AH omitia e subnotificava os incidentes de abuso de animais na televisão e nos sets de filmagem. Por exemplo, durante a produção de The Hobbit: An Unexpected Journey, 27 animais morreram; no entanto, o filme recebeu o certificado de que nenhum animal havia sido ferido. Durante as filmagens do longa-metragem Life of Pi, o tigre "King" quase se afogou numa piscina, mas esse incidente não foi divulgado pela organização.
No início de 2017, a CNN informou que o representante da American Humane para o filme A Dog's Purpose havia falhado em monitorar e proteger adequadamente um cachorro usado nas filmagens. A associação afastou o funcionário após a divulgação de um vídeo que mostrava o cão em perigo ao realizar uma acrobacia para o filme. Posteriormente, foi afirmado num relatório de terceiros que o vídeo foi "deliberadamente editado com o objetivo de enganar as pessoas e provocar indignação pública".

## Outros projetos
A American Humane promove várias iniciativas em prol da melhoria dos serviços de bem-estar infantil. Em 1997, a organização lançou o Front Porch Project, visando o combate ao abuso e negligência de crianças.

## Obras citadas
- Brown, Edward Lee;  et al. (9 de outubro de 1877). «Doings of the Annual Meeting». American Humane Association. Doings of the Annual Meeting (em inglês). 1–8. Consultado em 30 de janeiro de 2020